# Simulium xingyiense
Simulium xingyiense är en tvåvingeart som beskrevs av Chen och Zhang 1998. Simulium xingyiense ingår i släktet Simulium och familjen knott. Inga underarter finns listade i Catalogue of Life.